# Megokris granulosus
Megokris granulosus is een tienpotigensoort uit de familie van de Penaeidae. De wetenschappelijke naam van de soort is voor het eerst geldig gepubliceerd in 1879 door Haswell.